# Навчання роботів
Навчання роботів — це область досліджень на стику машинного навчання та робототехніки . Дана галузь вивчає методи, які дозволяють роботам набувати нових навичок або адаптуватися до навколишнього середовища за допомогою алгоритмів навчання. Реалізація робота, розміщеного у фізичному вбудовуванні, створює водночас певні труднощі (наприклад, висока розмірність, обмеження в реальному часі для збору даних і навчання) і можливості для керування процесом навчання (наприклад, сенсомоторна синергія, рухові примітиви).
Приклади здібностей, на які спрямовані алгоритми навчання, включають сенсомоторні навички, такі як моторика, сприйняття, активна категоризація об’єктів, а також інтерактивні навички, такі як спільне маніпулювання об’єктом з людиною, та лінгвістичні навички, такі як обгрунтоване та ситуаційне значення людської мови . Навчання може відбуватися або через автономне самодослідження, або під керівництвом людини-вчителя, як, наприклад, під час навчання роботів шляхом імітації.
Навчання роботів може бути тісно пов’язане з адаптивним керуванням, навчанням з підкріпленням, а також розвиваючою робототехнікою, яка розглядає проблему автономного набуття професійних навичок протягом усього життя. Хоча машинне навчання часто застосовується алгоритмами комп’ютерного зору, які використовуються в контексті робототехніки, ці програми зазвичай не називають «навчанням роботів».

## Проекти
Майя Чакмак, доцент кафедри комп’ютерних наук та інженерії в Університеті Вашингтона, намагається створити робота, який навчається шляхом імітації – метод, який називається « програмування за допомогою демонстрації ». Дослідниця показує роботові техніку прибирання для його зорової системи, і він узагальнює рух прибирання з демонстрації людини, а також визначає «рівень забрудненості» до та після прибирання. 
Подібним чином промислового робота Baxter можна навчити робити щось, взявши його за руку і показавши йому потрібні рухи.  Він також може використовувати глибоке навчання, щоб навчитися брати невідомий об’єкт.  

## Обмін набутими навичками та знаннями
У Tellex "Million Object Challenge" метою є роботи, які навчаються виявляти та обробляти прості об'єкти і завантажувати свої дані в хмарне середовище, щоб інші роботи могли аналізувати та використовувати цю інформацію. 
RoboBrain — це система знань для роботів, до якої може вільний  доступ будь-який пристрій, який хоче виконати завдання. База даних збирає нову інформацію про завдання під час їх виконання роботами шляхом пошуку в Інтернеті, інтерпретації тексту природною мовою, зображень і відео, розпізнавання об’єктів, а також через взаємодію. Керівник проекту Ашутош Саксена зі Стенфордського університету .  
RoboEarth — це проект, який називають « Всесвітньою павутиною для роботів» — це мережа та сховище баз даних, де роботи можуть обмінюватися інформацією та навчатися один у одного, а також хмара для аутсорсингу складних обчислювальних завдань. Проект об’єднує дослідників із п’яти провідних університетів Німеччини, Нідерландів та Іспанії та підтримується Європейським Союзом .     
Google Research, DeepMind і Google X вирішили дозволити своїм роботам ділитися власним досвідом.   